# Knotenpunkt (Fotografie)
Als Knotenpunkte (engl. nodal point, von node „Knoten“) oder auch Nodalpunkte eines abbildenden optischen Systems bezeichnet man die Punkte auf der optischen Achse, auf die die Lichtstrahlen, die im gleichen Winkel zur optischen Achse in das System eintreten, wie sie es auch wieder verlassen, scheinbar zulaufen (vorderer Nodalpunkt) bzw. von dem sie scheinbar ausgehen (hinterer Nodalpunkt). Befinden sich vor und hinter dem optischen System Medien mit den Brechungsindizes für die das optische System ausgelegt wurde (typischerweise n=1, Luft), so fallen die Nodalpunkte mit den Hauptpunkten (Schnittpunkte der Hauptebenen mit der optischen Achse) zusammen.
Der für die Panoramafotografie relevante Drehpunkt fällt normalerweise nicht mit einem Nodalpunkt zusammen, sondern mit der Position der Eintrittspupille eines Objektivs, die nur in einem Sonderfall (eine einzelne dünne Linse ohne zusätzliche Blende) mit beiden Nodalpunkten übereinstimmt (siehe dazu auch Die Eintrittspupille in der Panoramafotografie).

## Nodalpunktadapter

Schwenkende Kamera auf einem „Nodalpunkt“-Adapter

Ein Nodalpunktadapter ermöglicht es, z. B. eine Kamera oder ein Objektiv (oder beides zusammen) um eine frei wählbare Achse (innerhalb der mechanischen Grenzen des Adapters) zu drehen – z. B. um das Zentrum der Eintrittspupille oder um einen der beiden Nodalpunkte. Mit Hilfe eines Nodalpunktadapters und eines Kollimators lassen sich die Nodalpunkte eines Objektivs ermitteln.
Nodalpunktadapter werden hauptsächlich bei der Erstellung von Panoramen aus Einzelbildern verwendet. Dazu wird der Adapter so eingestellt, dass die Drehachse durch die Mitte der Eintrittspupille des Objektivs geht (und nicht durch einen der Nodalpunkte), so dass beim Schwenken sich die Position der Eintrittspupille nicht ändert und somit kein Parallaxenfehler auftritt.

## Ermittlung des Nodalpunktes
Um die Lage des Projektionszentrums einer Kamera-Objektiv-Kombination mit einem Nodalpunktadapter bzw. einem Panoramakopf zu ermitteln, muss man einerseits die Höhe (Querversatz), aber auch die Tiefe (die eigentliche Bestimmung des Nodalpunktes) in Bezug auf den Anschraubpunkt der Kamera ermitteln. Dafür gibt es verschiedene Herangehensweisen.
Zunächst sollte die Höhe ermittelt werden. Dafür eignet es sich, wenn diese direkt am Bajonett der Kamera gemessen wird, bzw. vorn am Objektiv, wenn dieses fest verbaut ist. Weil oft eine genaue Mittelpunkthöhe fehlt, muss man diese aus zwei anderen gemessenen Höhen errechnen. Steht die Kamera auf einem Tisch, misst man einmal die Höhe von der Tischkante bis zur unteren Grenze des Bajonetts und die Höhe bis zur oberen Grenze. Aus diesen beiden Höhen wird dann das arithmetische Mittel gebildet um die Mittelpunkthöhe zu errechnen, die dann bei den meisten Nodalpunktadaptern oder Panoramaköpfen direkt eingestellt werden kann.
Die Ermittlung des Tiefenwertes ist ausschließlich experimentell möglich und erfordert deshalb ein wenig Geduld. Das systematische Probieren ist mit unterschiedlichen Teststrecken möglich, aber grundsätzlich wird ein naher und ein ferner Gegenstand benötigt. Damit Parallaxenfehler deutlich werden, sollten die Gegenstände möglichst weit auseinander liegen. Die Lage des Nodalpunktes ist abhängig von der eingestellten Brennweite. Zoom-Objektive müssen deshalb auf die gewünschte Brennweite eingestellt werden. Bei den meisten Objektiven verschiebt sich der Nodalpunkt zusätzlich auch mit der Fokuseinstellung. Die Autofokus-Funktion muss hierbei abgeschaltet werden. Da beide Gegenstände deutlich zu erkennen sein müssen, benötigt man einen großen Schärfentiefebereich und schließt deshalb die Blende möglichst weit (z. B. auf 8 oder mehr). Die untere Grenze des Schärfentiefebereiches (siehe Blendenring) kann als Richtwert der Entfernung für das nahe Objekt dienen. Das ferne Objekt sollte wenigstens doppelt so weit entfernt wie der höchste angegebene Fokuswert vor Unendlich sein. Beide Objekte sollten so beschaffen sein, dass man sie fluchten kann. Ein klassischer Aufbau wäre beispielsweise, wenn man die Kamera mit Stativ und Nodalpunktadapter vor ein Fenster stellt und eine Lotschnur am Fensterrahmen befestigt. Alternativ könnte man auch einen beschreibbaren Klebestreifen an die Fensterscheibe kleben und darauf einen Strich zeichnen. Dies entspricht dann dem nahen Objekt. Als fernes Objekt könnte man beispielsweise die Giebelspitze eines Gebäudes, eine Turmspitze oder einen senkrechten Mast wählen. Vorteilhaft ist es, wenn die Kamera in den Liveviewmodus geschaltet wird, falls dies möglich ist. Nun verschiebt und dreht man das Stativ so, dass beide Gegenstände in der Nähe des linken Bildrandes sind und in Flucht genau übereinander liegen. Anschließend dreht man den Nodalpunktadapter so bzw. lässt motorisierte Panoramaköpfe so fahren, dass beide Gegenstände vom linken zum rechten Bildrand wandern. Wenn die Tiefeneinstellung richtig ist, darf sich die Lage der beiden Gegenstände zueinander nicht verändern. Sie sollten also stets übereinander liegen, egal wie die Kamera gedreht wird. Wenn der ferne Gegenstand links vom nahen Gegenstand abgebildet wird, muss die Tiefeneinstellung vergrößert werden (Verschiebung der Kamera nach hinten). Anderenfalls, wenn der ferne Gegenstand rechts vom nahen Gegenstand abgebildet wird, muss der Einstellwert der Tiefe verkleinert werden (Verschiebung der Kamera nach vorn).
Die ermittelten Einstellwerte können mit der gleichen Kombination von Kamera, Objektiv und Brennweite immer wieder verwendet werden.